# Rihards Ozoliņš
Rihards Ozoliņš (Riga, 31 maggio 2001) è un calciatore lettone, centrocampista del JDFS Alberts.

## Carriera

### Club
Cresciuto nel settore giovanile del Metta/LU, ha esordito in prima squadra il 24 luglio 2017 disputando l'incontro di Virslīga perso 3-0 contro il Ventspils.

### Nazionale
Ha giocato nelle nazionali giovanili lettoni Under-17, Under-18, Under-19 ed Under-21.

## Statistiche

### Presenze e reti nei club
Statistiche aggiornate al 6 ottobre 2021.
| Stagione        | Squadra         | Campionato      | Campionato | Campionato | Coppe nazionali | Coppe nazionali | Coppe nazionali | Coppe continentali | Coppe continentali | Coppe continentali | Altre coppe | Altre coppe | Altre coppe | Totale | Totale |
| Stagione        | Squadra         | Comp            | Pres       | Reti       | Comp            | Pres            | Reti            | Comp               | Pres               | Reti               | Comp        | Pres        | Reti        | Pres   | Reti   |
| --------------- | --------------- | --------------- | ---------- | ---------- | --------------- | --------------- | --------------- | ------------------ | ------------------ | ------------------ | ----------- | ----------- | ----------- | ------ | ------ |
| 2017            | Metta/LU        | VL              | 6          | 0          | CL+CL           | 0               | 0               |                    | -                  | -                  |             | -           | -           | 6      | 0      |
| 2018            | Metta/LU        | VL              | 24         | 0          | CL              | 3               | 0               |                    | -                  | -                  |             | -           | -           | 27     | 0      |
| 2019            | Metta/LU        | VL              | 25         | 1          | CL              | 1               | 0               |                    | -                  | -                  |             | -           | -           | 26     | 1      |
| 2020            | Metta/LU        | VL              | 27         | 3          | CL              | 0               | 0               |                    | -                  | -                  |             | -           | -           | 27     | 3      |
| 2021            | Metta/LU        | VL              | 21         | 0          | CL              | 1               | 0               |                    | -                  | -                  |             | -           | -           | 22     | 0      |
| Totale carriera | Totale carriera | Totale carriera | 103        | 4          |                 | 5               | 0               |                    | -                  | -                  |             | -           | -           | 108    | 4      |